# Îles Salomon aux Jeux olympiques d'été de 2000
Les Salomon participent aux Jeux olympiques d'été de 2000 à Sydney. Sa délégation est composée de 2 athlètes évoluant en athlétisme et son porte-drapeau est Primo Higa. Au terme des Olympiades, la nation n'est pas à proprement classée puisqu'elle ne remporte aucune médaille. 

## Nombre d'athlètes qualifiés par sport
Voici la liste des qualifiés et sélectionnés Salomonais par sport (remplaçants compris) :
| Sport      | Hommes | Femmes | Total |
| ---------- | ------ | ------ | ----- |
| Athlétisme | 1      | 1      | 2     |

## Liste des médaillés salomoniens
Aucun athlète salomoniens ne remporte de médaille durant ces JO.

## Athlétisme

### Hommes
| Athlète    | Épreuve             | Séries        | Séries | Quarts de finale | Quarts de finale | Demi-finales | Demi-finales | Finale  | Finale  |
| Athlète    | Épreuve             | Temps         | Rang   | Temps            | Rang             | Temps        | Rang         | Temps   | Rang    |
| ---------- | ------------------- | ------------- | ------ | ---------------- | ---------------- | ------------ | ------------ | ------- | ------- |
| Primo Higa | 3000 mètres steeple | 9 min 44 s 12 | 9e     | Eliminé          | Eliminé          | Eliminé      | Eliminé      | Eliminé | Eliminé |

### Femmes
| Athlète    | Épreuve | Séries  | Séries | Quarts de finale | Quarts de finale | Demi-finales | Demi-finales | Finale  | Finale  |
| Athlète    | Épreuve | Temps   | Rang   | Temps            | Rang             | Temps        | Rang         | Temps   | Rang    |
| ---------- | ------- | ------- | ------ | ---------------- | ---------------- | ------------ | ------------ | ------- | ------- |
| Jenny Keni | 100 m   | 13 s 01 | 8e     | Eliminé          | Eliminé          | Eliminé      | Eliminé      | Eliminé | Eliminé |